# روبرت كالفرت
روبرت كالفرت (بالإنجليزية: Robert Calvert)‏ هو كاتب ومغني وشاعر جنوب أفريقي، ولد في 9 مارس 1945 في بريتوريا في جنوب أفريقيا، وتوفي في 14 أغسطس 1988 في رامزغيت في المملكة المتحدة بسبب نوبة قلبية.

## وصلات خارجية
- روبرت كالفرت على موقع IMDb (الإنجليزية)
- روبرت كالفرت على موقع ميوزك برينز (الإنجليزية)
- روبرت كالفرت على موقع أول ميوزيك (الإنجليزية)
- روبرت كالفرت على موقع ديسكوغز (الإنجليزية)
- روبرت كالفرت على موقع قاعدة بيانات الفيلم (الإنجليزية)